# Baas
Baas (arap. اﻟﺒﻌﺚ, 'Arapska socijalistička ponovno rođena stranka') panarapska je, nacionalistička, sekularna i socijalistička stranka u arapskom svijetu, zasnovana na idejama baasizma. Stranka je bila na vlasti u Iraku 1963. i ponovo 1968. – 2003., kao i u Siriji od 1963. do 2024. godine.

## Povijest
Stranka Baas osnovana je u Siriji 1940-ih (službeno legalizirana 1947.) kao reakcija protiv kolonijalizma u arapskom svijetu i na koju su utjecale tadašnje avandgardne ideje. Stranka je prema nekim povjesničarima bila inspirirana fašizmom, a obećavala je široke socijalne i ekonomske reforme. Osnivači su bili dvojica sirijskih učitelja, kršćanin Michel Aflaq, koji je postao ideolog stranke, i sunit Salah ed-din el Bitar. Stranka je zagovarala jedinstvenu arapsku državu jer je podjelu na različite države smatrala umjetnom, ne tako davno napravljenu od strane kolonijalnih osvajača poslije pada Osmanskog carstva. Ove ideje su utjecale na ujedinjenje Sirije i Egipta u periodu 1958. – 1961. pod nazivom Ujedinjena Arapska Republika i pod vodstvom Gamala Abdela Nasera.
Postojao je pokušaj osnivanja stranke i u nekim drugim arapskim zemljama, ali svoju jačinu doživljava prvenstveno u Siriji i Iraku. U veljači 1963. dolazi na vlast u Iraku vojnim udarom i predsjednikom postaje Abdul Salam Arif. Unutarnje borbe utjecale su pak na to da stranka uskoro glubi vlast. U srpnju 1968. stranka opet preuzima vlast vojnim udarom koji je vodio Ahmad Hasan al-Bakr. Al-Bakr je bio predsjednik Iraka do 1979. kada ga nasljeđuje Saddam Hussein. Stranka Baas je bila na vlasti u Iraku sve do 2003. kada je vlast Saddama Husseina srušila međunarodna koalicija pod vodstvom SADa.
Od 1963. godine stranka je na vlasti u Siriji, od 1970-ih pod predsjednikom Hafezom al-Assadom, a zatim od 2000. pod njegovim sinom Bašarom al-Assadom. Stranka je 2024. godine u Siriji svrgnuta s vlasti kada su pobunjeničke snage zauzele glavni grad Damask, nedugo nakon što je Bašar al-Assad napustio državu.

## Vanjske poveznice
- Stranka Baas  Arhivirana inačica izvorne stranice od 22. prosinca 2020. (Wayback Machine), Službena stranica stranke Baas